# 竹中喜満太
竹中 喜満太（たけなか きまた）は、日本の公取官僚。元公正取引委員会事務局長。

## 人物・経歴
茨城県出身。1933年水戸高等学校文科甲類卒業。1937年東京帝国大学法学部法律学科卒業。1950年公正取引委員会事務局総務部企画課長。1952年公正取引委員会事務局経済部企業課長、大蔵省外資審議会幹事。1955年公正取引委員会事務局審査部長。1962年公正取引委員会事務局経済部長。坂根哲夫元事務局長との対立が噂されたが、1963年には生え抜き職員として公正取引委員会事務局長に昇格した。1967年に辞職後、住友電気工業常任監査役。

## 編書
- 『独占禁止法実務講座』商事法務研究会 1965年
- 『独占のはなし』金融財政事情研究会 1968年